# Linda Milo
Linda Milo, född 9 juli 1960, är en inte längre aktiv belgisk medel- och långdistanslöpare.
Milos personbästa över 10 kilometer ligger vid 33:34 och över 20 kilometer vid 1:12:43. Hennes snabbaste tid över maratondistansen är 2:33:05. Milo uppställde med sina lagkamrater i juli 1986 ett nationellt rekord över 4x800 meter stafettlöpning med 8:36,4.
Hon vann 1992 Stockholm Marathon och kom året efter på andra plats.